# DJ Silverius
Silverius Elbertus Jacobus (Silveer) van Deinsen, beter bekend als DJ Silverius (Amsterdam, 25 juli 1969) is een Nederlandse dj.

## Biografie
Van Deinsen draaide al platen op klassenfeesten op school. Op zijn twintigste ging hij bij een platenzaak werken. In 1993 richt hij zijn eigen bedrijf op en brengt in datzelfde jaar zijn eerste plaat Rising uit.
Rond 1998/1999 werkt hij voor MTV en mixt voor een programma van Ruud de Wild op 3FM.
Vanaf 2003 waren de mixen van DJ Silverius te horen in de zaterdagavondprogrammering van Radio Veronica. Per 1 juli 2015 is dit programma geschrapt.